# Gerald Maurice Burn
Gerald Maurice Burn (* 1. April 1862 in London-Hammersmith; † 1945 in Amberley, West Sussex, Vereinigtes Königreich) war ein britischer Marine- und Architekturmaler sowie Radierer.

## Leben

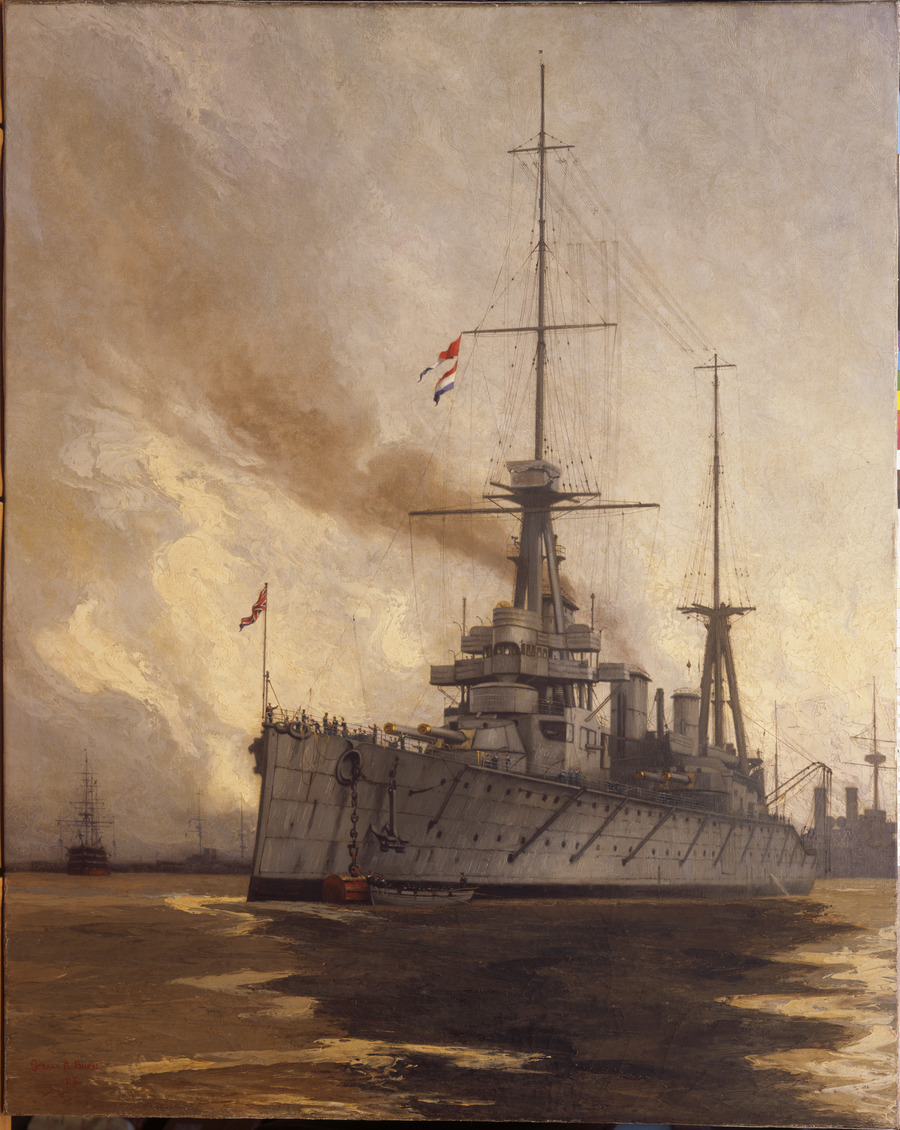
Die New Zealand, 1915

Burn war der Sohn eines Architekten und besuchte die London University School. Kunst studierte er an der National Art Training School in London-South Kensington. Zu Studienzwecken reiste er nach Köln, Düsseldorf, Antwerpen und Paris. Im Schuljahr 1878/1879 besuchte er die Elementarklasse der Kunstakademie Düsseldorf unter Andreas Müller und Heinrich Lauenstein. Die Schülerlisten der Düsseldorfer Akademie vermerken neben guten und löblichen Leistungen, dass der 19-jährige Burn „kränklich“ und „daher manchmal verhindert“ war. Ab 1881 war Burn in den führenden Ausstellungen Londons vertreten, insbesondere in der Royal Academy of Arts und in der Royal Society of British Artists. Zu seinen bedeutendsten Werken zählen die Bilder Lauch of the „Fuji“ at Blackwall (1896), The Shipyard at Night (1910), Leaving the Thames und The Britannia.
Außer in London und Belfast lebte Burn viele Jahre in Amberley/West Sussex, wo er 1945 verstarb.